# Tombstone (film)
Tombstone is een Amerikaanse Western uit 1993 van George P. Cosmatos met in de hoofdrollen onder meer Kurt Russell en Val Kilmer. De film is gebaseerd op het levensverhaal van Wyatt Earp.

## Verhaal
Voormalig politieman Wyatt Earp (Kurt Russell) vestigt zich rond 1880 met zijn vrouw Mattie (Dana Wheeler-Nicholson) en zijn broers Virgil (Sam Elliott) en Morgan (Bill Paxton) in het snel groeiende stadje Tombstone in Arizona. Daar ontmoet Wyatt zijn oude vriend Doc Holliday, een gokker die vanwege zijn tuberculose naar het droge Arizona is gekomen. Wyatt en zijn broers komen al snel in conflict met de "Cowboys", een groep misdadigers onder leiding van "Curly Bill" Brocius (Powers Boothe) die Tombstone terroriseert. Wyatt heeft niet de ambitie nog wetshandhaver te zijn, maar kan zich niet langer afzijdig houden wanneer Brocius de lokale politieman Fred White (Harry Carey, Jr.) doodschiet en Virgil hem opvolgt, wat uiteindelijk escaleert tot onder meer het legendarische vuurgevecht bij de O.K. Corral (oktober 1881). Ondertussen voelt Wyatt zich aangetrokken tot de danseres/actrice Josephine (Dana Delany).

## Rolverdeling
| Acteur                 | Personage                     | Opmerkingen                   |
| ---------------------- | ----------------------------- | ----------------------------- |
| Kurt Russell           | Wyatt Earp                    |                               |
| Val Kilmer             | Doc Holliday                  | vriend van Wyatt, gokker      |
| Sam Elliott            | Virgil Earp                   | broer van Wyatt               |
| Bill Paxton            | Morgan Earp                   | broer van Wyatt               |
| Dana Wheeler-Nicholson | Mattie Blaylock               | Wyatts vrouw                  |
| Powers Boothe          | William "Curly Bill" Brocious | leider van de Cowboys         |
| Michael Biehn          | Johnny Ringo                  | lid van de Cowboys            |
| Stephen Lang           | Ike Clanton                   | lid van de Cowboys            |
| Dana Delany            | Josephine Marcus              | danseres/actrice              |
| Harry Carey, Jr.       | Fred White                    | politieman                    |
| Jon Tenney             | Johnny Behan                  | sheriff                       |
| Jason Priestley        | Billy Breakenridge            | assistent-sheriff onder Behan |
| Charlton Heston        | Henry Hooker                  | rancher                       |
| Robert Mitchum         | Newman Haynes Clanton         | verteller (alleen stem)       |

## Productie
Kurt Russell stelt dat Kevin Jarre en Kevin Costner oorspronkelijk het idee hadden om samen een film over Earp te maken, maar dit liep spaak omdat Costner meer de focus op het personage Wyatt Earp wilde leggen. Costner nam hierop regisseur Lawrence Kasdan in de arm, met wie hij de film Wyatt Earp maakte, die een half jaar na Tombstone uitkwam.
Het productieproces kende meerdere problemen, vooral omdat het script nogal lang was (te lang, in de ogen van Russell en Kilmer). Schrijver Jarre was oorspronkelijk ook de regisseur, maar werd al snel ontslagen omdat hij weigerde het script in te korten en er uitloop was. Hierop werd George P. Cosmatos aangesteld. Na Cosmatos' dood in 2005 beweerde Russell in een interview dat hij feitelijk zelf de regisseur was en Cosmatos in het geheim zijn aanwijzingen opvolgde.
De film is grotendeels opgenomen op locatie in de staat Arizona.